# Javier Muñoz Jiménez
Javier "Javi" Muñoz Jiménez (xaˈβjeɾ muˈɲoθ; Parla, 28 de febrer de 1995) és un futbolista professional madrileny que juga com a centrecampista pel Getafe CF.

## Carrera de club
Muñoz va ingressar al planter del Reial Madrid CF el 2006, a 11 anys, provinent de la local CP Parla Escuela. Va acabar el període formatiu el 2014, i fou assignat al Reial Madrid C de Tercera Divisió.
Muñoz fou convocat amb el Reial Madrid Castella a les darreries de setembre de 2014, i hi va debutar en una derrota per 0–3 a casa contra la SD Amorebieta en lliga de Segona Divisió B. L'1 de desembre fou inclòs a la convocatòria del primer equip per la Copa del Rei contra la UE Cornellà, i va jugar el seu primer partit com a professional l'endemà, substituint James Rodríguez al minut 63 d'una victòria per 5–0 a casa (9–1 en el global).
El 19 de juliol de 2017 Muñoz fou cedit al Lorca FC, acabat d'ascendir a Segona Divisió, per un any. Gairebé un any després, signà contracte per tres anys amb el Deportivo Alavés, i fou immediatament cedit al Reial Oviedo per un any.
Muñoz va retornar a l'Alavés la temporada 2019–20, i hi va debutar a La Liga el 21 de desembre de 2019, com a titular, en una derrota per 1–4 a fora contra el FC Barcelona. El següent 31 de gener, va marxar al CD Tenerife de segona divisió, cedit fins al juny.
El 18 de setembre de 2020, Muñoz fou cedit al CD Mirandés per un any, per la temporada 2020–21. L'1 de juliol següent, va acordar un contracte permanent de dos anys amb l'SD Eibar també a la segona divisió.
El 16 de juny de 2023, Muñoz va signar un contracte de dos anys amb la UD Las Palmas, acabat d'ascendir a la primera divisió.